# Praia do Saquinho
Praia do Saquinho est une plage de la municipalité de Florianópolis, au Brésil. Elle se situe à l'extrême sud de l'île, face à l'océan Atlantique,. 
Elle est accessible à pied, après 20 minutes de marche depuis la praia da Solidão.